# Estrée-Blanche
Estrée-Blanche [etʁe blɑ̃ʃ] est une commune française située dans le département du Pas-de-Calais en région Hauts-de-France. Ses habitants sont appelés les Estrée-Blanchois.
La commune fait partie de la communauté d'agglomération de Béthune-Bruay, Artois-Lys Romane qui regroupe 100 communes et compte 275 327 habitants en 2021.

## Géographie

### Localisation
Localisée dans l'est du département du Pas-de-Calais, Estrée-Blanche est une commune située, à vol d'oiseau, à 7 km au sud-est de la commune d'Aire-sur-la-Lys (aire d'attraction) et à 23 km au nord-ouest de la commune de Béthune (chef-lieu d'arrondissement).
Le territoire de la commune est limitrophe de ceux de cinq communes.
Les communes limitrophes sont Blessy, Enquin-lez-Guinegatte, Liettres, Ligny-lès-Aire et Rely.

### Géologie et relief
La superficie de la commune est de 5,32 km2 ; son altitude varie de 37  à   99 m.

### Hydrographie
Le territoire de la commune est situé dans le bassin Artois-Picardie.
Trois cours d'eau coulent à Estrée-Blanche : le ruisseau Surgeon, le Longhem et la Laquette (affluent de la Lys), les deux premières se jetant dans la troisième.

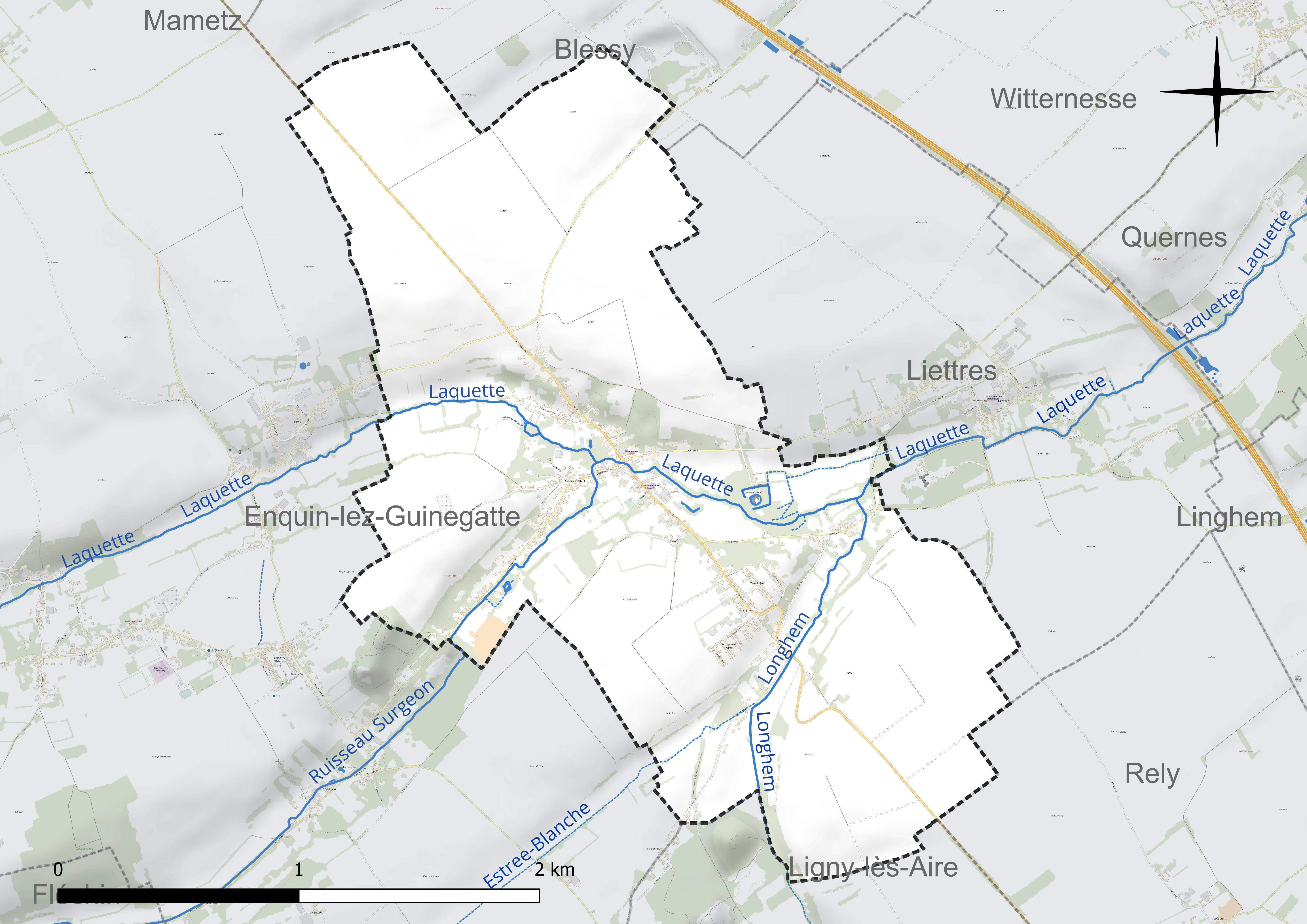
Réseau hydrographique d'Estrée-Blanche.

### Climat
Pour des articles plus généraux, voir Climat des Hauts-de-France et Climat du Pas-de-Calais.
En 2010, le climat de la commune est de type climat océanique altéré, selon une étude du CNRS s'appuyant sur une série de données couvrant la période 1971-2000. En 2020, Météo-France publie une typologie des climats de la France métropolitaine dans laquelle la commune est exposée à un climat océanique et est dans la région climatique Côtes de la Manche orientale, caractérisée par un faible ensoleillement (1 550 h/an) ; forte humidité de l’air (plus de 20 h/jour avec humidité relative > 80 % en hiver), vents forts fréquents.
Pour la période 1971-2000, la température annuelle moyenne est de 10,2 °C, avec une amplitude thermique annuelle de 13,7 °C. Le cumul annuel moyen de précipitations est de 842 mm, avec 12,7 jours de précipitations en janvier et 8,4 jours en juillet. Pour la période 1991-2020, la température moyenne annuelle observée sur la station météorologique la plus proche, située sur la commune de Fiefs à 10 km à vol d'oiseau, est de 10,4 °C et le cumul annuel moyen de précipitations est de 1 070,6 mm,. Pour l'avenir, les paramètres climatiques de la commune estimés pour 2050 selon différents scénarios d'émission de gaz à effet de serre sont consultables sur un site dédié publié par Météo-France en novembre 2022.

### Milieux naturels et biodiversité

#### Espaces protégés et gérés
La protection réglementaire est le mode d’intervention le plus fort pour préserver des espaces naturels remarquables et leur biodiversité associée.
Dans ce cadre, la commune fait partie de deux espaces protégés :
- la prairie de Fléchinelle, d'une superficie de 0,655 ha, terrain acquis (ou assimilé) et géré par le conservatoire d'espaces naturels des Hauts-de-France[14] ;
- les terrils de Ligny-lès-Aire, d'une superficie de 15,672 ha, terrain géré (location, convention de gestion) par le conservatoire d'espaces naturels des Hauts-de-France[15].

#### Zone naturelle d'intérêt écologique, faunistique et floristique
L’inventaire des zones naturelles d'intérêt écologique, faunistique et floristique (ZNIEFF) a pour objectif de réaliser une couverture des zones les plus intéressantes sur le plan écologique, essentiellement dans la perspective d’améliorer la connaissance du patrimoine naturel national et de fournir aux différents décideurs un outil d’aide à la prise en compte de l’environnement dans l’aménagement du territoire.
Le territoire communal comprend une ZNIEFF de type 1 : les terrils boisés de Fléchinelle, d’une superficie de 61 ha et d'une altitude variant de 45  à   105 m. Ces deux terrils de Fléchinelle sont situés à l’extrémité ouest du bassin minier d’où leur appellation de « far-west » du bassin minier du Nord-Pas-de-Calais où la végétation naturelle a en partie repris ses droits.

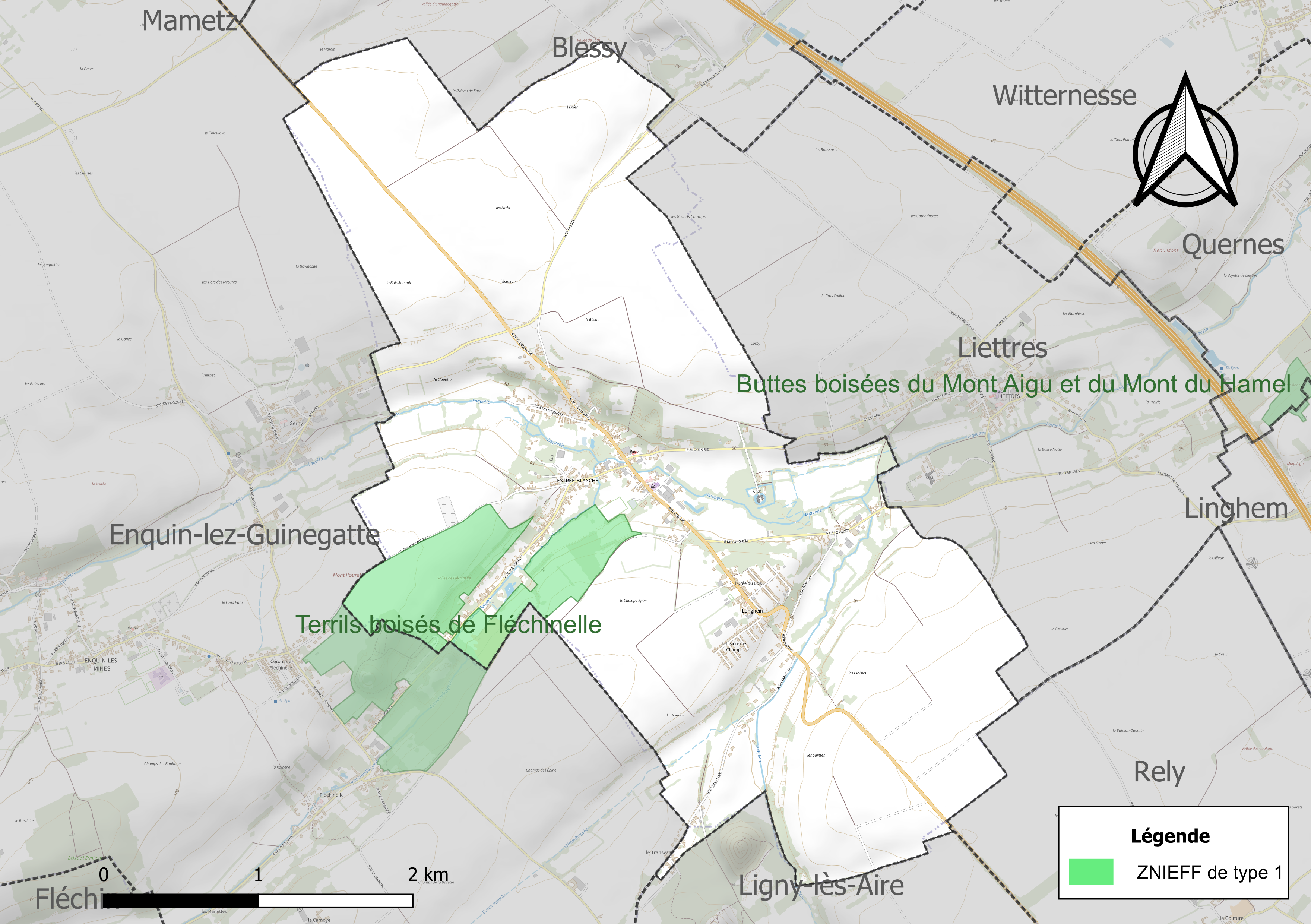
Carte de la ZNIEFF sur la commune.

## Urbanisme

### Typologie
Au 1er janvier 2024, Estrée-Blanche est catégorisée bourg rural, selon la nouvelle grille communale de densité à sept niveaux définie par l'Insee en 2022.
Elle appartient à l'unité urbaine d'Enquin-lez-Guinegatte, une agglomération intra-départementale regroupant trois  communes, dont elle est une commune de la banlieue,,. Par ailleurs la commune fait partie de l'aire d'attraction d'Aire-sur-la-Lys, dont elle est une commune de la couronne,. Cette aire, qui regroupe 15 communes, est catégorisée dans les aires de moins de 50 000 habitants,.

### Occupation des sols
L'occupation des sols de la commune, telle qu'elle ressort de la base de données européenne d’occupation biophysique des sols Corine Land Cover (CLC), est marquée par l'importance des territoires agricoles (92,8 % en 2018), une proportion identique à celle de 1990 (92,8 %). La répartition détaillée en 2018 est la suivante : 
terres arables (71,6 %), prairies (21,1 %), zones urbanisées (6,9 %), milieux à végétation arbustive et/ou herbacée (0,4 %). L'évolution de l’occupation des sols de la commune et de ses infrastructures peut être observée sur les différentes représentations cartographiques du territoire : la carte de Cassini (XVIIIe siècle), la carte d'état-major (1820-1866) et les cartes ou photos aériennes de l'IGN pour la période actuelle (1950 à aujourd'hui).

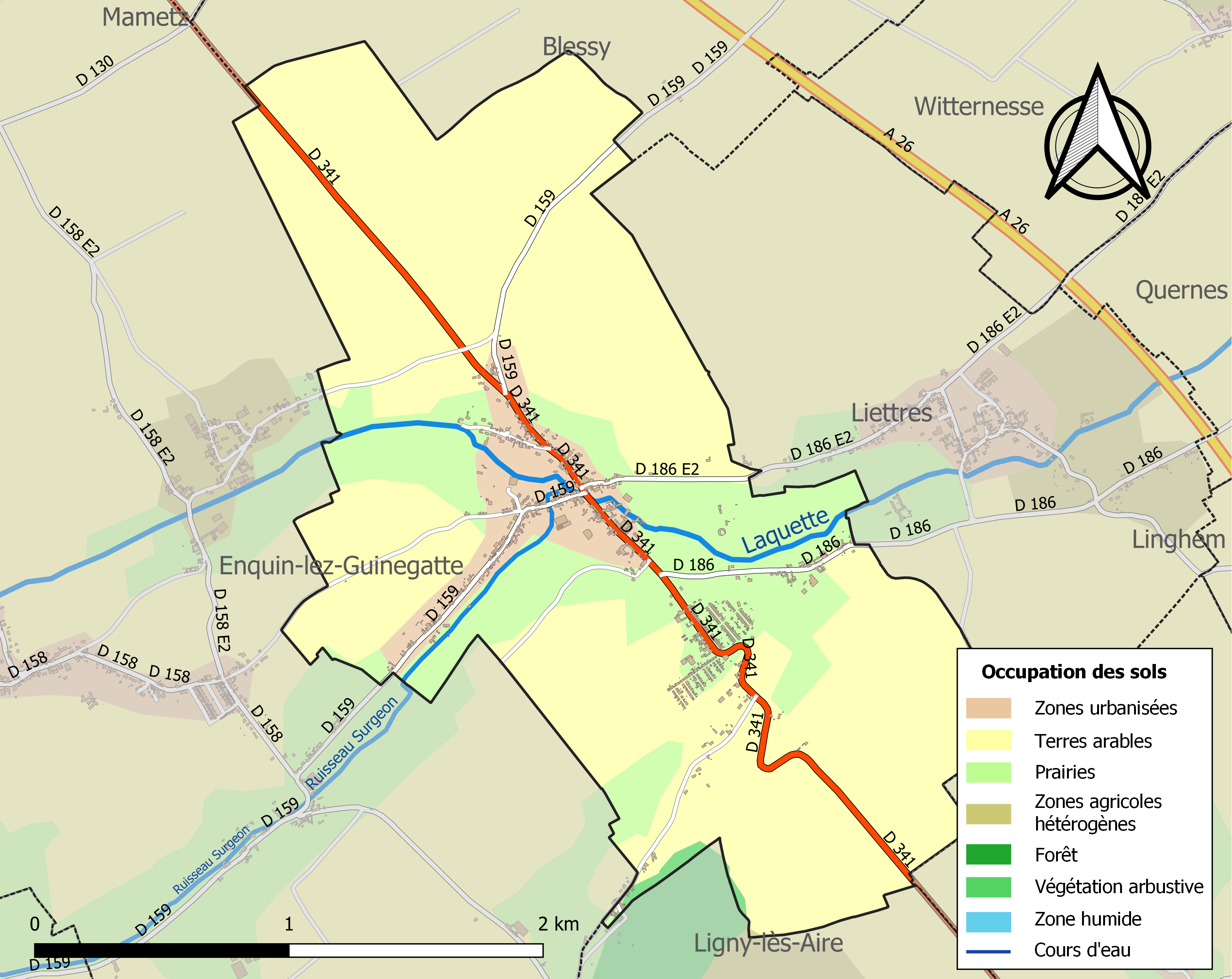
Carte des infrastructures et de l'occupation des sols de la commune en 2018 (CLC).

### Voies de communication et transports

#### Voies de communication
La commune est desservie par les routes départementales D 159, D 186, D 186 E2 et D 341, appelée chaussée Brunehaut, et est située à 14 km, au nord-ouest, de la sortie no 5 de l'autoroute A 26, aussi appelé autoroute des Anglais, reliant Calais à Troyes.

#### Transport ferroviaire
La commune se trouve à 12 km, au sud-ouest, de la Gare d'Isbergues, située sur les lignes d'Arras à Dunkerque-Locale et d'Armentières à Arques, desservie par des trains régionaux du réseau TER Hauts-de-France.

### Risques naturels et technologiques

#### Risque inondation
À la suite du passage des tempêtes Ciarán, Domingos et Elisa et des inondations et coulées de boue qui se sont produites, la commune est reconnue, par arrêté du 14 novembre 2023, en état de catastrophe naturelle pour inondations et coulées de boue sur la période du 2 au 12 novembre 2023, comme 179 autres communes du département.

## Toponymie

### Attestations anciennes
Le nom de la localité est attesté sous les formes Estrées en 1157 ; Strées en 1203 ; Streis en 1223 ; Estreis en 1230 ; L’Estrée en 1295 ; Estrées en 1400 ; Estrehem vers 1512 ; Estrée la Blanche en 1528 ; Estrées-lez-Fléchinel et Estrée blanche au XVIIIe siècle, Etrée Blanche en 1793 ; Estrée-Blanche depuis 1801.

### Étymologie
Estrée est un mot de l'ancien français, altération du latin strata, qui désignait une voie recouverte de pierres plates, racine adoptée par l'anglais (street), l'allemand (Straße) et le néerlandais (straat) ainsi que par la plupart des langues romanes (cf. le français estrade, battre l'estrade). Ce mot, estrée, a disparu du français à la fin du Moyen Âge, mais il a été conservé dans un grand nombre de toponymes, particulièrement dans le nord de la France, signalant la proximité d'une voie romaine. Il passait effectivement à Estrée-Blanche la vingt-troisième branche de la voie militaire romaine rattachée à la cinquième chaussée.
Estrée-Blanche rappelle les toponymes du type Aubevoye « voie blanche » , peut-être à cause d'un empierrement de couleur blanche,.
Strate en flamand.

## Histoire
La commune est toujours desservie par une ancienne voie romaine, dite chaussée Brunehaut, reliant Arras à Thérouanne, repérée aujourd'hui dans ces environs route départementale 341.
Avant la Révolution française, Estrée-Blanche est le siège de seigneuries dont celle de Criminil ou Créminil dont il reste le château.
Les seigneurs d'Estrée-Blanche avaient pour armes « d'argent à trois merlettes de sable », armes proches de celle de la célèbre famille d'Estrées mais les membres de cette dernière semblent provenir d'un autre Estrées, nom très répandu.

### Seigneurs de Créminil
Aux XVIIe et XVIIIe siècles, la famille Le Merchier possède la seigneurie de Créminil ou Criminil, dont elle possède le château.
- Antoine François Le Merchier, fils d'Antoine II seigneur de Linzeux et d'Humerœuil, chevalier, est seigneur de Créminil au XVIIIe siècle. Il épouse Caroline Vanderbeken par contrat de mariage du 5 août 1704. Il remplit la fonction de conseiller au Conseil provincial d'Artois puis de président du même conseil. Il est également commissaire du roi aux États d'Artois depuis le retour de la province à la couronne de France
- François Joseph Le Merchier, seigneur de Créminil, fils d'Antoine François, prend pour femme Marie Louise Cochet.
- Jean Louis Le Merchier, fils de François Joseph, écuyer, nait le 4 février 1721. Il bénéficie le 4 juillet 1755, en même temps que son frère Louis François Joseph, seigneur de Tourillon, d'une sentence de noblesse. La même sentence le condamne à trente livres d'amende pour s'être attribué la qualité de Messire[32]. Il est seigneur de Criminil, Tourillon, Quinquempois, Wep, lieutenant d'infanterie au régiment de Monaco, actuellement Flandres, et habite Saint-Omer. Il fait l'objet en septembre 1783 de lettres données à Versailles lui accordant la chevalerie héréditaire, l'autorisation de mettre une couronne de comte sur ses armes et de prendre deux lévriers pour supports[33]. En septembre 1786, des lettres données à Versailles lui accordent le titre de comte sans qu'il soit obligé de l'affecter à une terre en particulier. Un de ses frères mort en 1742 a servi dans l'une des quatre compagnies des gardes du corps du roi[34].
- François Valentin Le Merchier, fils aîné de Jean-Louis, a été pourvu, après preuves de noblesse faites, d'une charge de Madame, épouse du Monsieur, frère du roi[33] En 1786, il est capitaine au régiment Royal-Roussillon (cavalerie). Son frère cadet est en 1786 lieutenant au régiment de Champagne et a fait avec distinction les six dernières campagnes de la guerre d'Amérique. Le frère puîné est lieutenant au régiment Royal (infanterie)[34].

### Seigneurs d'Estrée-Blanche
- Jean dit Malet de la Viesville seigneur d'Estrée-Blanche, chambellan de Philippe-le-Bon[35].
- Pierre Isidore de Lannoy est seigneur d'Estrée-Blanche au XVIIIe siècle. Il est conseiller honoraire au conseil d'Artois en 1744 puis secrétaire du roi en la chancellerie d'Artois le 6 août 1746. Il meurt en exercice le 28 mars 1751. Il avait épousé Antoinette Françoise Julie Le Saffre. Leurs enfants, Bonne Charlotte Françoise Joseph de Lannoy, Isidore Alexandre Joseph Xavier de Lannoy, Noël Marie Joseph de Lannoy et Pierre Antoine de Lannoy, tous frères et sœurs, sont déclarés nobles par une sentence de noblesse rendue le 2 novembre 1755[32].

### Guerre de Succession d'Espagne
Durant la guerre de Succession d'Espagne lors du siège de Lille (1708), le 2 septembre, le prince Eugène de Savoie-Carignan porte deux colonnes de son armée vers Estrée-Blanche. Une autre colonne sous la conduite du duc de Malborough se dirige vers Divion.

### Exploitation minière
Estrée-Blanche est située à l'extrémité du bassin minier Nord -  Pas-de-Calais. Une fosse a été ouverte sur la commune vers 1856.
Un décret impérial du 31 août 1858 accorde aux sieurs Félix Lequien, Tétin-Desgaspary, Alexandre-François Pinard, Adrien Mathieu et Benoit Furne la concession sur les communes d'Enquin et Estrée-Blanche. Dans ce décret, l'article 2 précise le nom de la concession de Fléchinelle. Il ne reste de cette époque que l'habitat typique.

### Première Guerre mondiale
Le 5 juillet 1917, un aérodrome est implanté à Estrée-Blanche accueillant le no 56 Squadron d'aviation anglais.

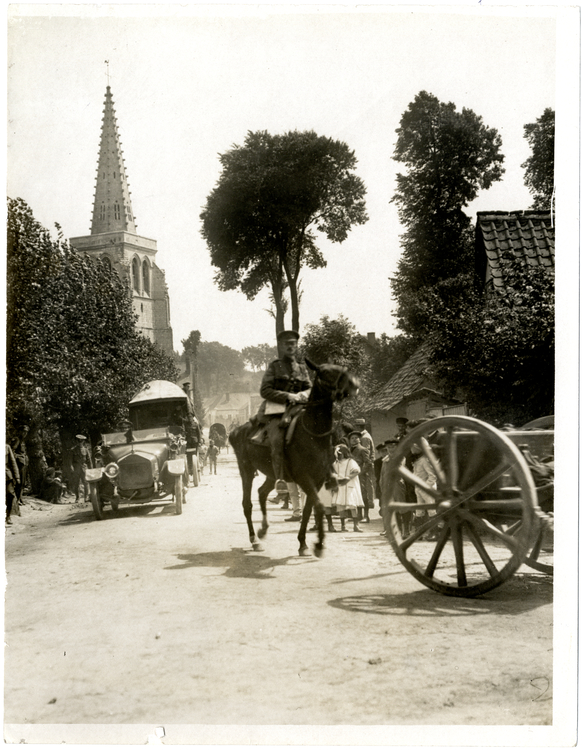
La cavalerie indienne traversant la commune, en juillet 1915.
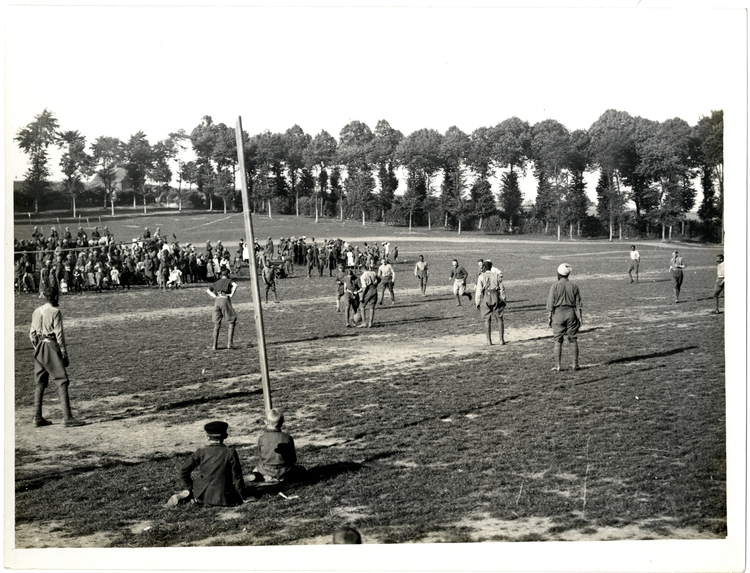
Des soldats indiens jouant au football, en juillet 1915.
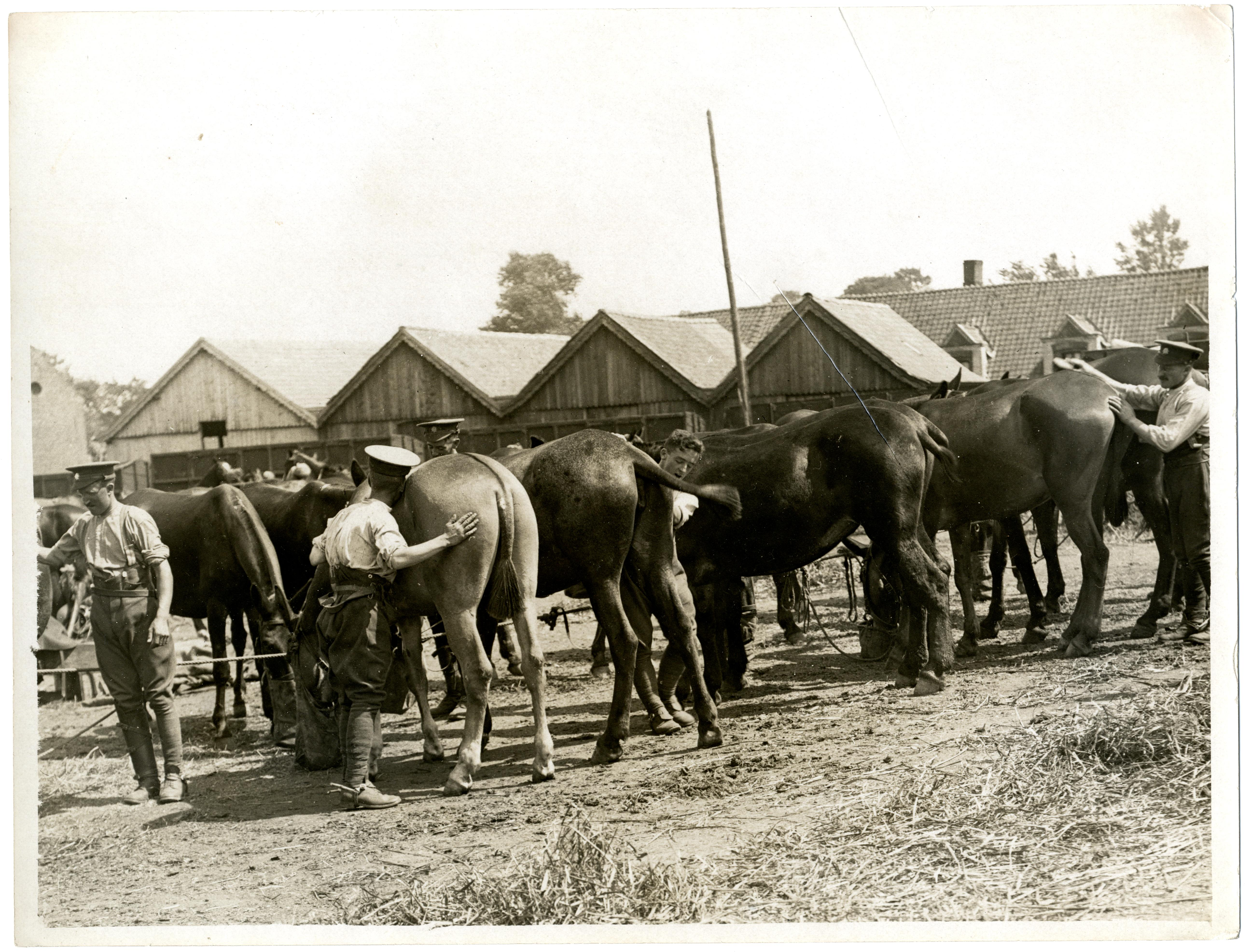
Des mules devant une entreprise de la commune, en 1915.

## Politique et administration

### Découpage territorial
La commune se trouve dans l'arrondissement de Béthune du département du Pas-de-Calais, depuis 1801.

#### Commune et intercommunalités
La commune est membre de la communauté d'agglomération de Béthune-Bruay, Artois-Lys Romane.

#### Circonscriptions administratives
La commune est rattachée au canton d'Aire-sur-la-Lys. Avant le redécoupage cantonal de 2014, elle était, depuis 1801, rattachée au canton de Norrent-Fontes.

#### Circonscriptions électorales
Pour l'élection des députés, la commune fait partie de la huitième circonscription du Pas-de-Calais.

### Élections municipales et communautaires

#### Liste des maires
| Période                                  | Période                       | Identité         | Étiquette | Qualité                                                                        |
| ---------------------------------------- | ----------------------------- | ---------------- | --------- | ------------------------------------------------------------------------------ |
| Les données manquantes sont à compléter. |                               |                  |           |                                                                                |
| avant 1981                               | ?                             | Charles Vandomme | PS        |                                                                                |
|                                          | 1999                          | Paul Fievet      |           | Démissionnaire                                                                 |
| 1999                                     | 2006                          | Gérard Traisnel  |           | Démissionnaire                                                                 |
| 2006                                     | En cours (au 18 février 2022) | Bernard Delétré  |           | Ancien employé Réélu pour le mandat 2014-2020, Réélu pour le mandat 2020-2026, |

## Équipements et services publics

### Enseignement

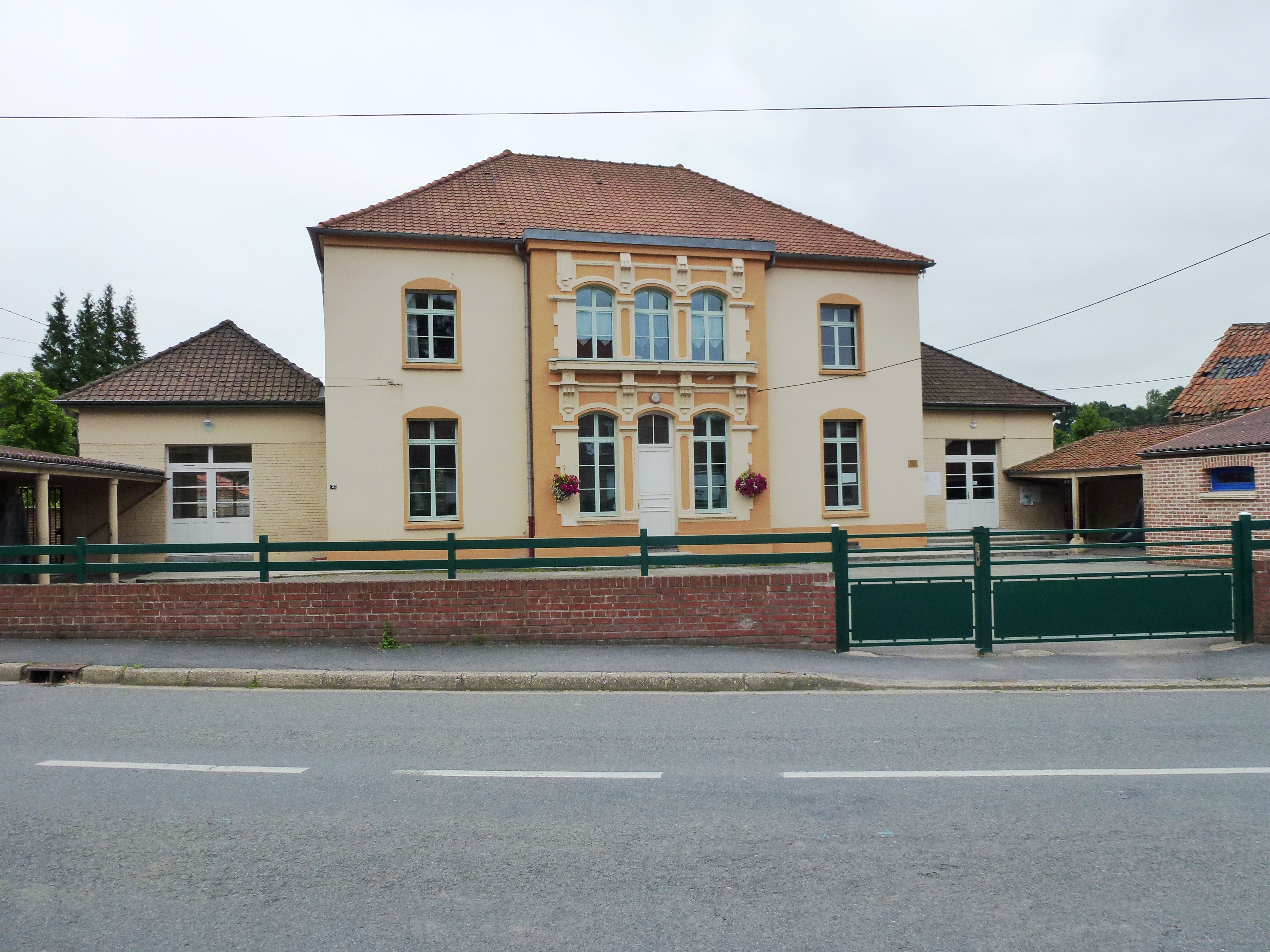
L'école primaire.

La commune est située dans l'académie de Lille et dépend, pour les vacances scolaires, de la zone B.
La commune administre l'école primaire de la Lacquette.

### Justice, sécurité, secours et défense
La commune dépend du tribunal judiciaire de Béthune, du conseil de prud'hommes de Béthune, de la cour d'appel de Douai, du tribunal de commerce d'Arras, du tribunal administratif de Lille, de la cour administrative d'appel de Douai, du pôle nationalité du tribunal judiciaire de Béthune et du tribunal pour enfants de Béthune.

## Population et société

### Démographie
Les habitants de la commune sont appelés les Estrée-Blanchois.

#### Évolution démographique
L'évolution du nombre d'habitants est connue à travers les recensements de la population effectués dans la commune depuis 1793. Pour les communes de moins de 10 000 habitants, une enquête de recensement portant sur toute la population est réalisée tous les cinq ans, les populations de référence des années intermédiaires étant quant à elles estimées par interpolation ou extrapolation. Pour la commune, le premier recensement exhaustif entrant dans le cadre du nouveau dispositif a été réalisé en 2004.

En 2022, la commune comptait 906 habitants, en évolution de −6,4 % par rapport à 2016 (Pas-de-Calais : −0,72 %, France hors Mayotte : +2,11 %).
| 1793 | 1800 | 1806 | 1821 | 1831 | 1836 | 1841 | 1846 | 1851 |
| ---- | ---- | ---- | ---- | ---- | ---- | ---- | ---- | ---- |
| 300  | 330  | 359  | 374  | 394  | 413  | 424  | 416  | 453  |

| 1856 | 1861 | 1866 | 1872 | 1876 | 1881 | 1886 | 1891 | 1896 |
| ---- | ---- | ---- | ---- | ---- | ---- | ---- | ---- | ---- |
| 430  | 426  | 440  | 494  | 544  | 584  | 570  | 564  | 625  |

| 1901 | 1906 | 1911  | 1921  | 1926  | 1931  | 1936  | 1946  | 1954  |
| ---- | ---- | ----- | ----- | ----- | ----- | ----- | ----- | ----- |
| 824  | 998  | 1 158 | 1 487 | 1 507 | 1 264 | 1 207 | 1 352 | 1 180 |

| 1962  | 1968  | 1975  | 1982  | 1990 | 1999 | 2004 | 2006 | 2009 |
| ----- | ----- | ----- | ----- | ---- | ---- | ---- | ---- | ---- |
| 1 164 | 1 093 | 1 068 | 1 005 | 988  | 928  | 918  | 911  | 932  |

| 2014 | 2019 | 2022 | - | - | - | - | - | - |
| ---- | ---- | ---- | - | - | - | - | - | - |
| 951  | 917  | 906  | - | - | - | - | - | - |

#### Pyramide des âges
La population de la commune est relativement jeune.
En 2018, le taux de personnes d'un âge inférieur à 30 ans s'élève à 39,8 %, soit au-dessus de la moyenne départementale (36,7 %). À l'inverse, le taux de personnes d'âge supérieur à 60 ans est de 22,3 % la même année, alors qu'il est de 24,9 % au niveau départemental.
En 2018, la commune comptait 456 hommes pour 478 femmes, soit un taux de 51,18 % de femmes, légèrement inférieur au taux départemental (51,5 %).
Les pyramides des âges de la commune et du département s'établissent comme suit.
| Hommes | Classe d’âge | Femmes |
| ------ | ------------ | ------ |
| 0,2    | 90 ou +      | 0,6    |
| 4,9    | 75-89 ans    | 9,4    |
| 14,3   | 60-74 ans    | 15,1   |
| 19,0   | 45-59 ans    | 17,7   |
| 20,1   | 30-44 ans    | 19,0   |
| 20,5   | 15-29 ans    | 17,9   |
| 21,0   | 0-14 ans     | 20,3   |

| Hommes | Classe d’âge | Femmes |
| ------ | ------------ | ------ |
| 0,5    | 90 ou +      | 1,6    |
| 5,6    | 75-89 ans    | 8,9    |
| 16,7   | 60-74 ans    | 18,1   |
| 20,2   | 45-59 ans    | 19,2   |
| 18,9   | 30-44 ans    | 18,1   |
| 18,2   | 15-29 ans    | 16,2   |
| 19,9   | 0-14 ans     | 17,9   |

## Culture locale et patrimoine

### Lieux et monuments

#### Monument historique
- Le château de Créminil fait l’objet d’une inscription au titre des monuments historiques depuis le 19 avril 2005[53],[Note 7].

C'est la famille Le May qui fit construire ce château en 1443. Il fut restauré après les dégâts causés par les troupes du XVIe siècle. Les habitants de ce château sont la famille Le May, en 1540 Hugues de Buleux, en 1670 Antoine de Vignacourt et la famille Le Merchier de 1687 à la Révolution.

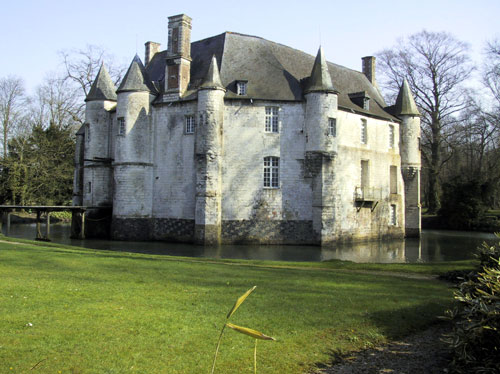
Le côté ouest du château.
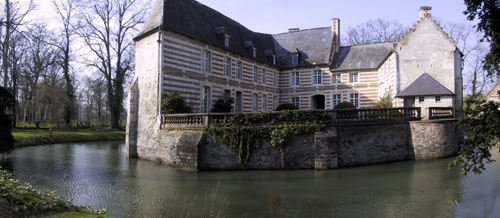
Une vue sur la cour intérieure.
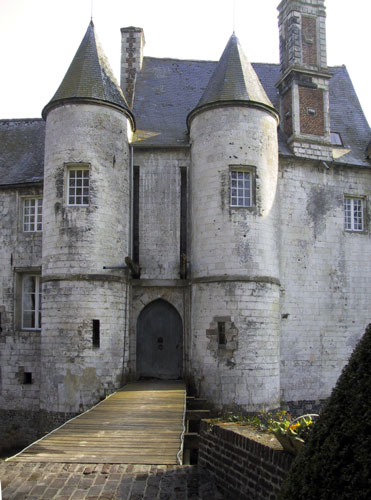
Les tourelles et le pont levis.
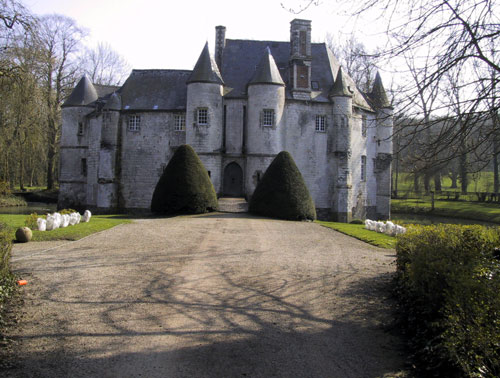
L'entrée du château.

#### Autres lieux et monuments
- L'église Saint-Vaast, comme un certain nombre d'églises d'Artois, possède une flèche à crochets.
- Le monument aux morts[54].
- Les corons.
- Le centre de soins de la société de secours minière.

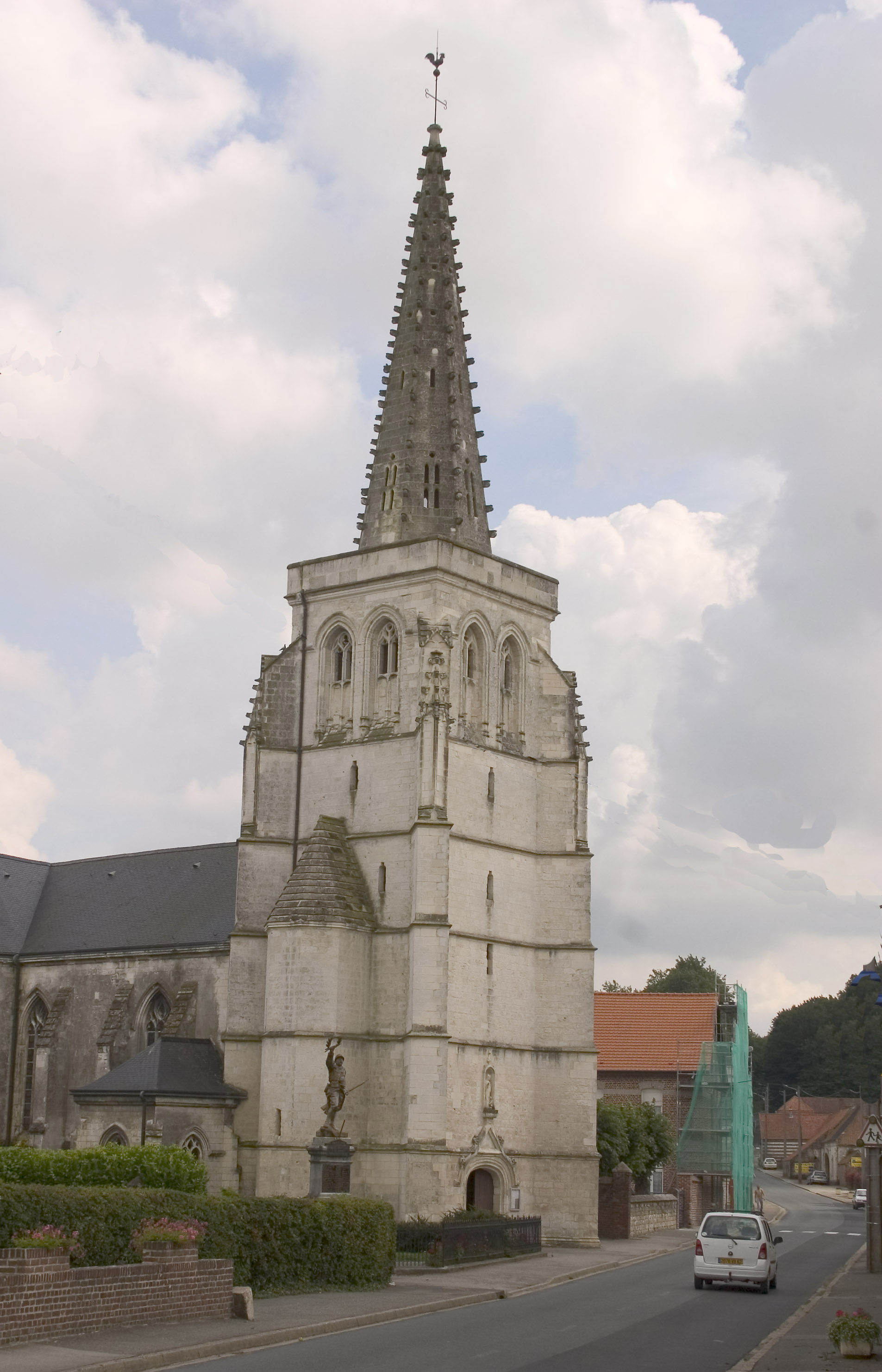
L'église Saint-Vaast.
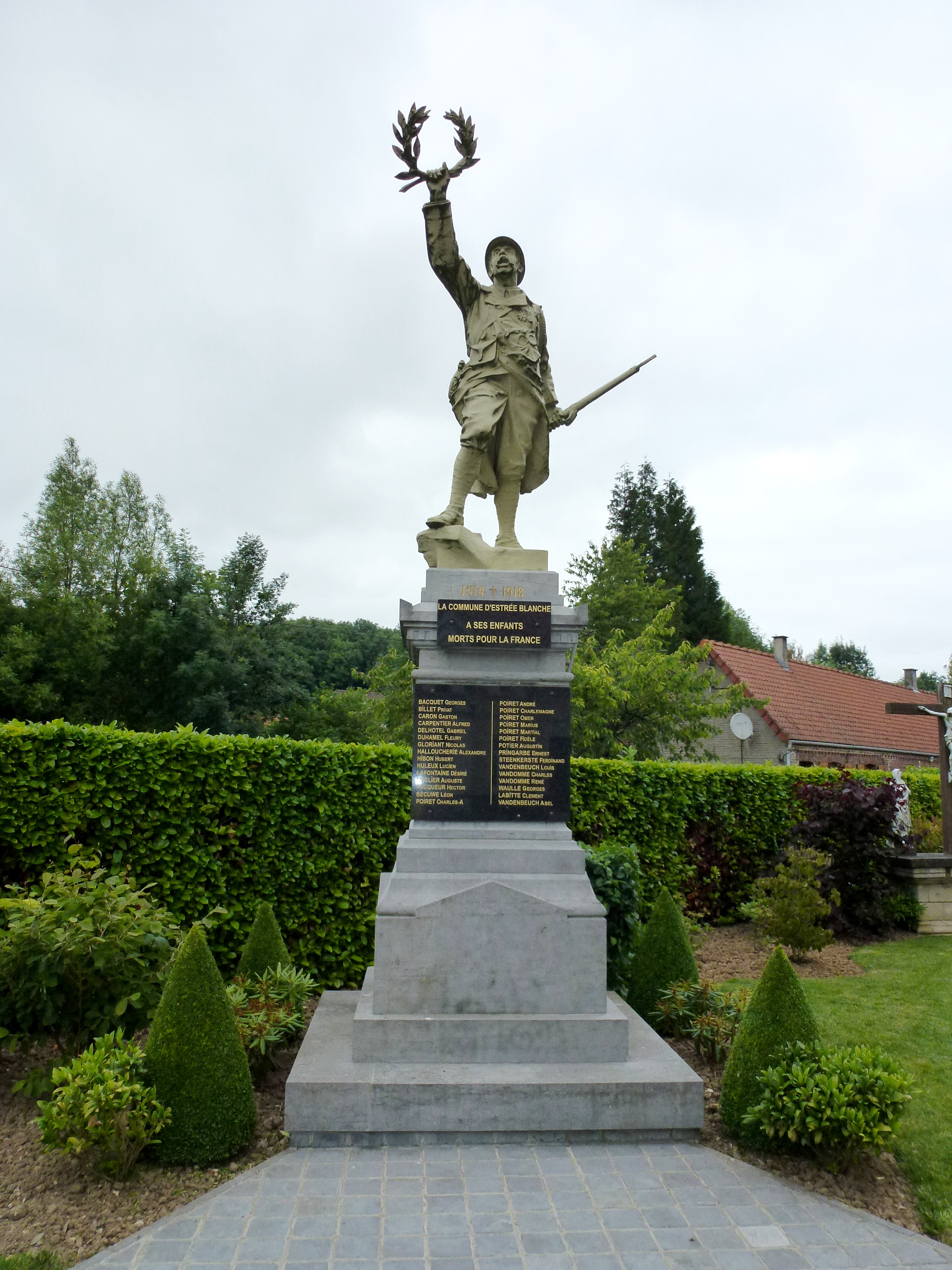
Le monument aux morts.
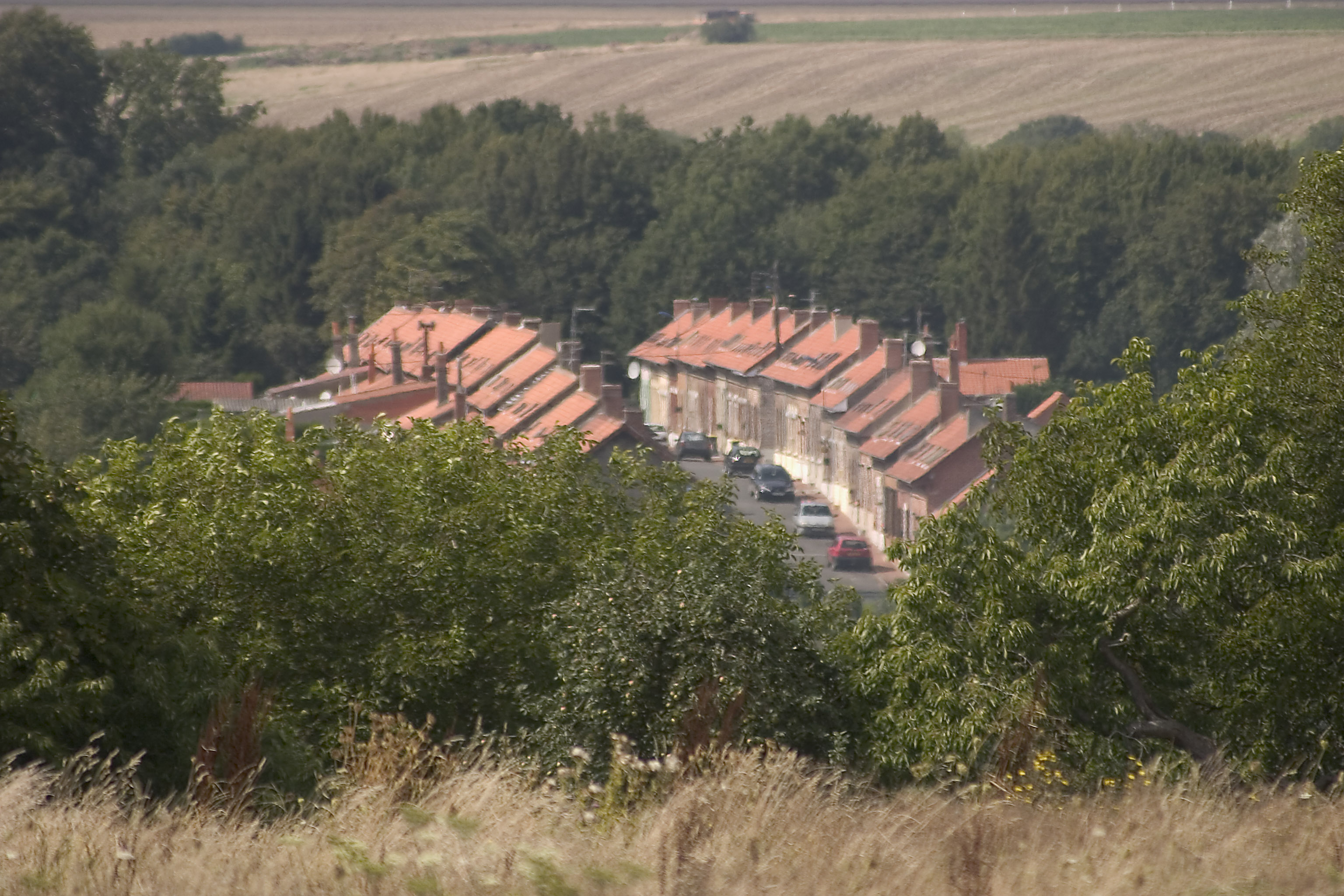
Les corons.
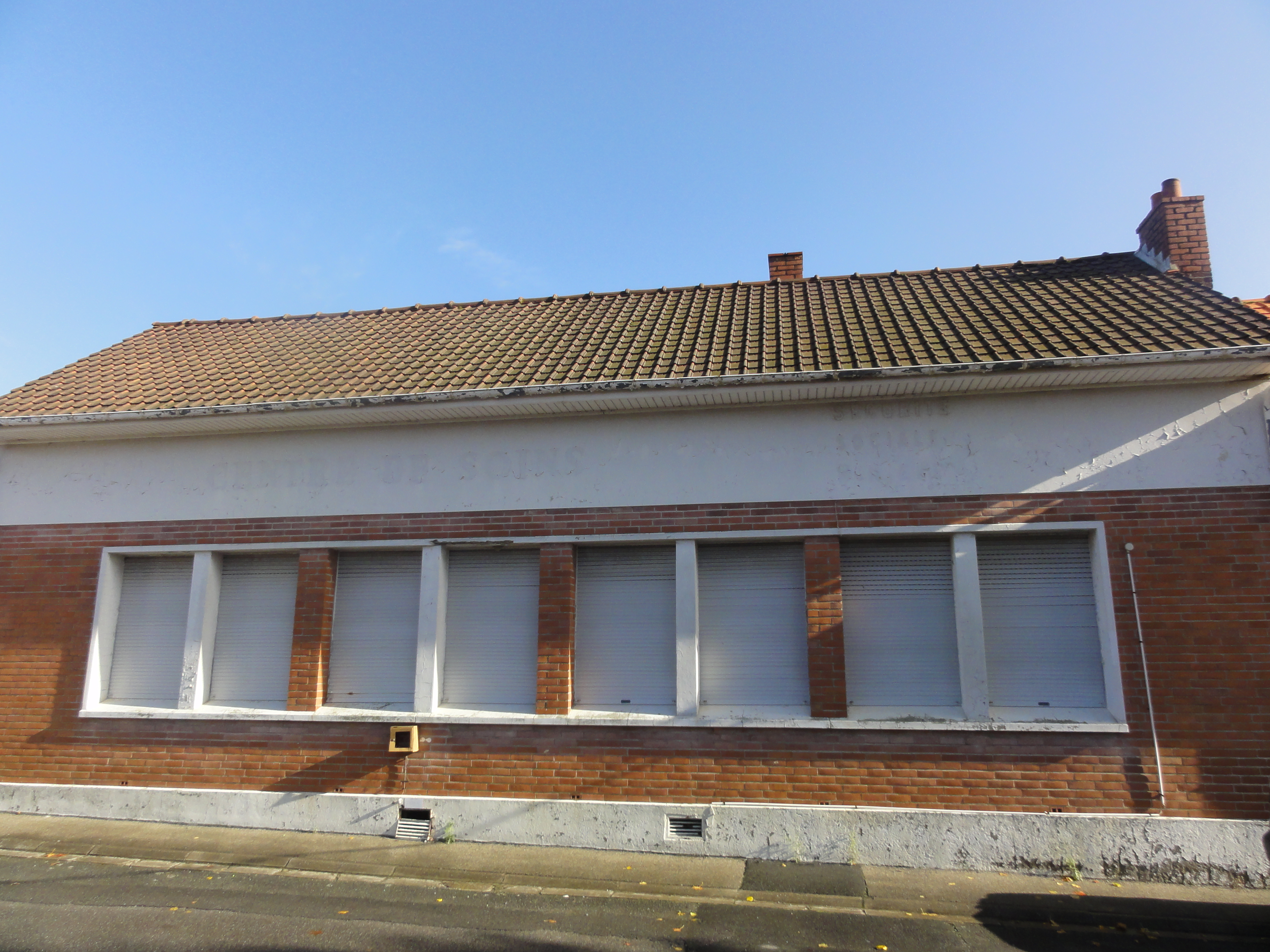
Le centre de soins.

### Personnalités liées à la commune
- Raymond Lardeur (d) (1908-1973), artiste peintre, né dans la commune.
- Jacqueline Maquet (1949-), femme politique française, née dans la commune.

### Héraldique
Estrée-Blanche est une des rares communes du Pas-de-Calais a ne pas disposer de blason.

## Pour approfondir

#### Bases de données, dictionnaires et encyclopédies
- Ressources relatives à la géographie :   - Insee (communes)
  - Ldh/EHESS/Cassini
- Ressource relative à plusieurs domaines :   - Annuaire du service public français
- Notices d'autorité :   - BnF (données)